# Belaïa Bérel
Pour les articles homonymes, voir Berel.
La Belaïa Bérel (en russe : Белая Берель c'est-à-dire Bérel blanche) est une rivière du Kazakhstan, qui coule dans l'oblys du Kazakhstan-Oriental. C'est un affluent de la Boukhtarma dans lequel elle se jette en rive droite, donc un sous-affluent de l'Ob par la Boukhtarma, puis l'Irtych.

## Géographie
Le bassin versant de la Belaïa Bérel couvre 1 040 kilomètres carrés.
La rivière nait de l'union de deux branches-source :
- le Bolchoï Berelskii (Большой Берельский), cours d'eau issu du versant méridional du massif du Mont Béloukha, point culminant de l'Altaï ;
- le Malyi Berelskii (Малый Берельский), provenant de la chaîne des Monts de la Katoun, situés plus à l'est.

Les deux branches reçoivent de droite comme de gauche de nombreux affluents, certains issus de glaciers. Ces deux cours d'eau se rejoignent à une altitude de 2 100 mètres, formant ainsi la Belaïa Bérel proprement dite. Dès sa naissance, celle-ci prend la direction du sud, parcourant une vallée très pittoresque. Elle finit par se jeter dans la Boukhtarma en rive droite, au niveau de la ville de Bérel.

## Affluents
- La Bolchaïa Kokkol (Большая Кокколь = Grande Kokkol) (rive gauche)
- La Tchernaïa Bérel (Чёрная Берель = Bérel noire) (rive gauche)
- L'Arassan  (Арасан)  (rive gauche)
- La Iazovaïa  (Язовая)  (rive droite)

## Hydrométrie - Les débits mensuels à Bérel
Le débit de la rivière a été observé pendant 5 ans (durant la période 1976-1980) à la station hydrométrique de Bérel, localité située au niveau de son confluent avec la Boukhtarma. 
Le débit inter annuel moyen ou module observé à Bérel sur cette période était de 24,5 m3/s pour une surface drainée de 1 040 km2, soit la totalité du bassin versant de la rivière. La lame d'eau écoulée dans ce bassin versant se monte ainsi à 743 millimètres par an, ce qui doit être considéré comme très élevé.
Rivière de haute montagne, alimentée essentiellement par la fonte des neiges et des glaciers des hautes montagnes de l'Altaï, la Belaïa Bérel est un cours d'eau de régime nivo-glaciaire qui présente globalement deux saisons. 
Les hautes eaux se déroulent du printemps jusqu'à la fin de l'automne, du mois de mai au mois d'octobre. Le pic du débit a lieu en mai et surtout en juin et correspond à la fonte massive des neiges et des glaces des sommets de son bassin. Tout au long de l'été, le débit baisse progressivement tout en se maintenant assez élevé à la suite de la poursuite de la fonte des glaces.

Dès le mois de novembre, le débit de la rivière baisse rapidement, ce qui mène à la période des basses eaux. Celle-ci a lieu de décembre à avril inclus. 
Le débit moyen mensuel observé en mars (minimum d'étiage) est de 3,10 m3/s, soit 3 % du débit moyen du mois de juin (91,6 m3/s), ce qui montre une amplitude des variations saisonnières normale pour un cours d'eau de haute montagne. Sur la durée d'observation de 5 ans, le débit mensuel minimal a été de 2,49 m3/s en mars 1978, tandis que le débit mensuel maximal s'élevait à 130 m3/s en juin 1979.
En considérant la seule période estivale, libre de glaces (de mai à septembre inclus), le débit mensuel minimal observé a été de 13,7 m3/s en septembre 1978, ce qui restait très confortable.